# Natalia Bessmértnova
Natalia Ígorevna Bessmértnova (En ruso: Наталья Игоревна Бессмертнова; Moscú, 19 de julio de 1941 —  Moscú, 19 de febrero de 2008) fue una legendaria primera bailarina (prima ballerina) de ballet del Teatro Bolshói de Moscú.

## Biografía
Ingresó en la escuela de ballet del Teatro Bolshói en 1953, donde permaneció recibiendo formación hasta 1961. Entre sus profesores estuvieron Maria Kozhujova, Sofia Golóvkina y Marina Semiónova. Se graduó en 1961 siendo la primera bailarina en la historia de la escuela en recibir una nota de A+ en sus exámenes finales. 
En 1963 ingresó en el ballet del Bolshói donde fue primera bailarina durante más de 3 décadas, allí fue Odette-Odile de El lago de los cisnes, Giselle, Julieta y otras.
Se casó con Yuri Grigoróvich, antiguo director y coreógrafo en jefe del Bolshói.
En 1976 recibió la condecoración de Artista del pueblo de la URSS y en 1986 el Premio Lenin.